# Leichtathletik-Weltmeisterschaften 1993
| Medaillenspiegel (Endstand nach 44 Entscheidungen) | Medaillenspiegel (Endstand nach 44 Entscheidungen) | Medaillenspiegel (Endstand nach 44 Entscheidungen) | Medaillenspiegel (Endstand nach 44 Entscheidungen) | Medaillenspiegel (Endstand nach 44 Entscheidungen) | Medaillenspiegel (Endstand nach 44 Entscheidungen) |
| Platz                                              | Land                                               | Gold                                               | Silber                                             | Bronze                                             | Gesamt                                             |
| -------------------------------------------------- | -------------------------------------------------- | -------------------------------------------------- | -------------------------------------------------- | -------------------------------------------------- | -------------------------------------------------- |
| 1                                                  | USA                                                | 13                                                 | 7                                                  | 5                                                  | 25                                                 |
| 2                                                  | Volksrepublik China                                | 4                                                  | 2                                                  | 2                                                  | 8                                                  |
| 3                                                  | Russland                                           | 3                                                  | 8                                                  | 5                                                  | 16                                                 |
| 4                                                  | Großbritannien                                     | 3                                                  | 3                                                  | 4                                                  | 10                                                 |
| 4                                                  | Kenia                                              | 3                                                  | 3                                                  | 4                                                  | 10                                                 |
| 6                                                  | Deutschland                                        | 2                                                  | 2                                                  | 4                                                  | 8                                                  |
| 7                                                  | Spanien                                            | 2                                                  | 1                                                  | 2                                                  | 5                                                  |
| 8                                                  | Kuba                                               | 2                                                  | 1                                                  | –                                                  | 3                                                  |
| 9                                                  | Finnland                                           | 1                                                  | 2                                                  | –                                                  | 3                                                  |
| 10                                                 | Jamaika                                            | 1                                                  | 1                                                  | 3                                                  | 5                                                  |
| Vollständiger Medaillenspiegel                     |                                                    |                                                    |                                                    |                                                    |                                                    |

Die 4. Leichtathletik-Weltmeisterschaften fanden vom 13. bis 22. August 1993 in Stuttgart statt. Die Wettkämpfe wurden im Gottlieb-Daimler-Stadion (heutiger Name MHPArena) ausgetragen. Es nahmen 1689 Athleten aus 187 Ländern teil.

## Überblick
Der Veranstaltungsturnus wurde mit diesen Weltmeisterschaften vom Vier- auf den Zweijahresrhythmus geändert. Zum ersten Mal war Deutschland Gastgeber der Leichtathletik-Weltmeisterschaften. 16 Jahre später fanden mit den Welttitelkämpfen in Berlin 2009 wieder Leichtathletik-Weltmeisterschaften in Deutschland statt.

## Wettbewerbe
Neu ins Programm aufgenommen wurde der Dreisprung der Frauen.
Im Angebotskatalog für die Frauen gab es allerdings weiterhin Defizite im Vergleich zu den Männer-Wettbewerben.
- Bereich Lauf:
  - Letztmals wurde anstelle des 5000-Meter-Laufs der 3000-Meter-Lauf ausgetragen, bevor die Athletinnen ab 1995 diese Disziplin ebenfalls über 5000 Meter angingen.
  - Es fehlte noch der 3000-Meter-Hindernislauf, der erst 2005 ins Frauen-WM-Programm aufgenommen wurde.
- Bereich Gehen:
  - Anstelle des 20-km-Gehens wurde der Wettbewerb über die Distanz von zehn Kilometern ausgetragen. 1999 wurde die Streckenlänge auf die bei den Männern schon lange üblichen 20 Kilometer angehoben.
  - Es fehlte das 50-km-Gehen, das 2017 ins Frauen-WM-Programm kam.
- Im Bereich Sprung fehlte im Frauenprogramm nun noch eine Disziplin:
  - Stabhochsprung – ab 1999 im Frauen-WM-Programm
- Im Bereich Stoß/Wurf fehlte ebenfalls eine Disziplin:
  - Hammerwurf – ab 1999 im Frauen-WM-Programm

## Sportliche Leistungen
Auch die vierte Austragung der Leichtathletik-Weltmeisterschaften war von einem hohen Leistungsniveau geprägt.
- Es gab vier neue Weltrekorde und eine Weltrekordegalisierung:
  - 110 Meter Hürden Männer – Colin Jackson (Großbritannien): 12,91 s
  - 4 × 100 m Männer – USA in der Besetzung Jon Drummond, Andre Cason, Dennis Mitchell, Leroy Burrell: 37,40 s (Rekord egalisiert)
  - 4 × 400 m Männer – USA in der Besetzung Andrew Valmon, Quincy Watts, Harry Reynolds, Michael Johnson: 2:54,29 min
  - 400 Meter Hürden Frauen – Sally Gunnell (Großbritannien): 52,74 s
  - Dreisprung Frauen – Anna Birjukowa (Russland): 15,09 m
- Es wurden sechs weitere Kontinentalrekorde aufgestellt:
  - 200 Meter Männer – Frank Fredericks (Namibia): Afrikarekord in 19,85 s
  - 4 × 100 m Männer – Großbritannien in der Besetzung Colin Jackson, Tony Jarrett, John Regis, Linford Christie: Europarekord in 37,77 s
  - Stabhochsprung Männer – Grigori Jegorow (Kasachstan): Asienrekord mit 5,90 m
  - Hammerwurf Männer – Andrei Abduwalijew (Tadschikistan): Asienrekord mit 81,64 m
  - 800 Meter Frauen – Maria de Lurdes Mutola (Mosambik): Afrikarekord in 1:55,43 min
  - 10.000 Meter Frauen – Carmem de Oliveira (Brasilien): Südamerikarekord in 31:47,76 min
- Außerdem waren vier Landesrekorde zu verzeichnen:
  - 4-mal-100-Meter-Staffel – Kanada (Robert Esmie, Glenroy Gilbert, Bruny Surin, Atlee Mahorn): 37,83 s
  - Hochsprung Männer – Artur Partyka (Polen): 2,37 m
  - Hochsprung Männer – Steve Smith (Großbritannien): 2,37 m
  - Dreisprung Frauen – Antonella Capriotti (Italien): 14,18 m
- Darüber hinaus wurden achtzehn Weltmeisterschaftsrekorde in vierzehn Disziplinen verbessert.

## Erfolgreichste Sportler
- Folgende Athleten errangen mindestens zwei Goldmedaillen:
  - Gail Devers (USA) – 2-mal Gold: 100 Meter, 100 Meter Hürden, außerdem Silber über 4 × 100 m
  - Michael Johnson, (USA) – 2-mal Gold: 400 Meter, 4 × 400 m
  - Jearl Miles Clark (USA) – 2-mal Gold: 400 Meter, 4 × 400 m
- Folgende Weltmeister waren bereits bei vorangegangenen Weltmeisterschaften siegreich:
  - Serhij Bubka, (Ukraine) – Stabhochsprung: vierter Sieg in Folge, bei den ersten drei Erfolgen für die Sowjetunion am Start
  - Jackie Joyner-Kersee, (USA) – Siebenkampf: zweiter Sieg nach 1987, außerdem zweifache Siegerin im Weitsprung (1987/1991)
  - Heike Drechsler, (Deutschland) – Weitsprung: zweiter Sieg nach 1983, außerdem; 1987 Bronze, 1991 Silber. 1987 Silber über 100 Meter, 1991 Bronze über 4 × 100 m
  - Michael Johnson, (USA) – 400 Meter: 1991 siegreich über 200 Meter
  - Noureddine Morceli, (Algerien) – 1500 Meter: zweiter Sieg in Folge
  - Moses Kiptanui, (Kenia) – 3000 Meter Hindernis: zweiter Sieg in Folge
  - Mike Powell, (USA) – Weitsprung: zweiter Sieg in Folge
  - Werner Günthör, (Schweiz) – Kugelstoßen: zweiter Sieg in Folge
  - Lars Riedel, (Deutschland) – Diskuswurf: zweiter Sieg in Folge
  - Dan O’Brien, (USA) – Zehnkampf: zweiter Sieg in Folge
  - Huang Zhihong, (Volksrepublik China) – Kugelstoßen: zweiter Sieg in Folge

## Doping
Es gab vier nachträglich festgestellte Dopingfälle mit Disqualifikationen der betreffenden Sportler:
- Mike Stulce (USA) – Kugelstoßen, zunächst Dritter. Er hatte vor dem Gewinn seiner Goldmedaille bei den Olympischen Spielen 1992 bereits eine zweijährige Dopingsperre hinter sich.[3] Nun wurde er wieder positiv getestet und musste seine Bronzemedaille abgeben.[4]
- Romas Ubartas (Litauen) – Diskuswurf, zunächst Vierter. Er wurde positiv auf das anabole Steroid Boldenon getestet und erhielt eine vierjährige Sperre. Sein Resultat bei diesen Weltmeisterschaften wurde annulliert.[5]
- Dmitri Poljunin (Usbekistan) – Speerwurf, zunächst Dritter. Seine Dopingprobe enthielt das anabole Steroid Stanozolol. So wurde ihm sein dritter Platz bei diesen Weltmeisterschaften aberkannt.[6]
- Lilija Nurutdinowa (Russland), Titelverteidigerin – 800 Meter, zunächst Siebte. Sie wurde positiv auf das anabole Steroid Stanozolol getestet und erhielt eine vierjährige Sperre, was zum Ende ihrer Sportkarriere führte. Ihr Resultat bei diesen Weltmeisterschaften wurde annulliert.[7]

## Zuschauerinteresse
Die Weltmeisterschaften wurden von insgesamt 585.000 Zuschauern besucht – die höchste je erreichte Zuschauerzahl bei Leichtathletik-Weltmeisterschaften. Für „das große Zuschauerinteresse, die Fachkunde und Begeisterung des Publikums“ wurden die Besucher der Weltmeisterschaften mit dem Fairplay-Preis der UNESCO ausgezeichnet. Nicht nur die Sportler aus dem Gastgeberland wurden angefeuert wie bei vielen folgenden Weltmeisterschaften. Jeder Starter erntete Respekt und Beifall von den Rängen. La Ola ging unzählige Male durch die Reihen der Zuschauer.

## Sonstiges
Das Athletendorf befand sich in der kurz zuvor geräumten Kaserne Nellingen Barracks in Ostfildern. Das Gelände wurde nach der Veranstaltung als neuer Stadtteil Scharnhauser Park umgewidmet.
Die Weltmeisterschaften bewogen den im Gottlieb-Daimler-Stadion beheimateten VfB Stuttgart, seine im Jahr 1993 anstehenden Feierlichkeiten zum 100-jährigen Jubiläum größtenteils ins folgende Jahr zu verschieben.

## Resultate Männer

### 100 m

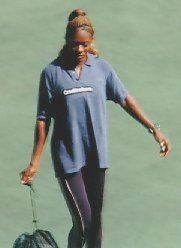
Nach vielen Bronzemedaillen und einer Silbernen nun der erste Einzeltitel für Merlene Ottey

| Platz | Athlet           | Land | Zeit (s) |
| ----- | ---------------- | ---- | -------- |
| 1     | Linford Christie | GBR  | 09,87 ER |
| 2     | Andre Cason      | USA  | 09,92    |
| 3     | Dennis Mitchell  | USA  | 09,97    |
| 4     | Carl Lewis       | USA  | 10,02    |
| 5     | Bruny Surin      | CAN  | 10,02    |
| 6     | Frank Fredericks | NAM  | 10,03    |
| 7     | Daniel Effiong   | NGR  | 10,04    |
| 8     | Raymond Stewart  | JAM  | 10,18    |

Finale: 15. August, 20:35 Uhr
Wind: +0,3 m/s

### 200 m

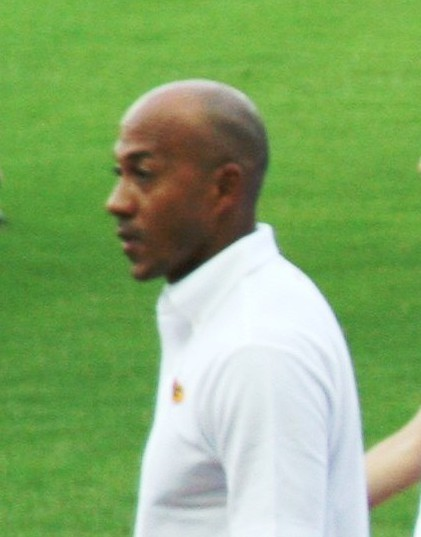
Nach zahlreichen Medaillen gab es für Frank Fredericks hier endlich einen großen Titel

| Platz | Athlet                | Land | Zeit (s)    |
| ----- | --------------------- | ---- | ----------- |
| 1     | Frank Fredericks      | NAM  | 19,85 CR/AR |
| 2     | John Regis            | GBR  | 19,94       |
| 3     | Carl Lewis            | USA  | 19,99       |
| 4     | Michael Marsh         | USA  | 20,18       |
| 5     | Dean Capobianco       | AUS  | 20,18       |
| 6     | Jean-Charles Trouabal | FRA  | 20,20       |
| 7     | Emmanuel Tuffour      | GHA  | 20,49       |
| 8     | Damien Marsh          | AUS  | 20,56       |

Finale: 20. August, 21:00 Uhr
Wind: +0,3 m/s

### 400 m

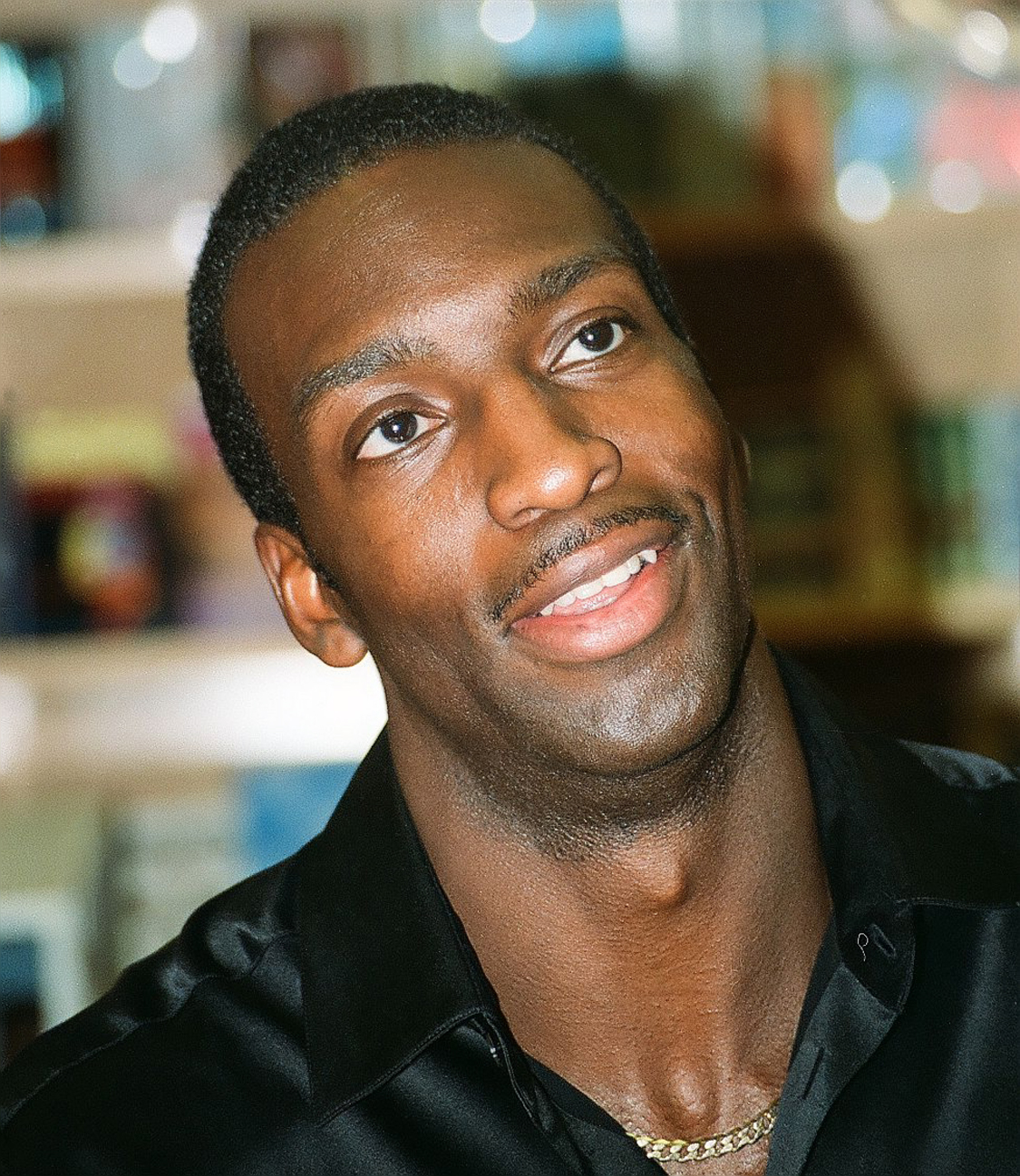
Michael Johnson – 1991 Weltmeister über 200 Meter und nun über 400 Meter, Gold auch am Schlusstag über 4 × 400 Meter

| Platz | Athlet           | Land | Zeit (s) |
| ----- | ---------------- | ---- | -------- |
| 1     | Michael Johnson  | USA  | 43,65 CR |
| 2     | Harry Reynolds   | USA  | 44,13    |
| 3     | Samson Kitur     | KEN  | 44,54    |
| 4     | Quincy Watts     | USA  | 45,05    |
| 5     | Sunday Bada      | NGR  | 45,11    |
| 6     | Gregory Haughton | JAM  | 45,63    |
| 7     | Simon Kemboi     | KEN  | 45,65    |
| 8     | Kennedy Ochieng  | KEN  | 45,68    |

Finale: 17. August, 19:45 Uhr

### 800 m
| Platz | Athlet           | Land | Zeit (min) |
| ----- | ---------------- | ---- | ---------- |
| 1     | Paul Ruto        | KEN  | 1:44,71    |
| 2     | Giuseppe D’Urso  | ITA  | 1:44,86    |
| 3     | Billy Konchellah | KEN  | 1:44,89    |
| 4     | Curtis Robb      | GBR  | 1:45,54    |
| 5     | Hezekiél Sepeng  | RSA  | 1:45,64    |
| 6     | Freddie Williams | CAN  | 1:45,79    |
| 7     | William Tanui    | KEN  | 1:45,80    |
| 8     | Tom McKean       | GBR  | 1:46,17    |

Finale: 17. August, 20:25 Uhr

### 1500 m
| Platz | Athlet             | Land | Zeit (min) |
| ----- | ------------------ | ---- | ---------- |
| 1     | Noureddine Morceli | ALG  | 3:34,24    |
| 2     | Fermín Cacho       | ESP  | 3:35,56    |
| 3     | Abdi Bile          | SOM  | 3:35,96    |
| 4     | Mohamed Suleiman   | QAT  | 3:36,87    |
| 5     | Jim Spivey         | USA  | 3:37,42    |
| 6     | Matthew Yates      | GBR  | 3:37,61    |
| 7     | Rachid El Basir    | MAR  | 3:37,68    |
| 8     | Mohamed Taki       | MAR  | 3:37,76    |

Finale: 22. August, 17:50 Uhr

### 5000 m
| Platz | Athlet             | Land | Zeit (min)  |
| ----- | ------------------ | ---- | ----------- |
| 1     | Ismael Kirui       | KEN  | 13:02,75 CR |
| 2     | Haile Gebrselassie | ETH  | 13:03,17    |
| 3     | Fita Bayisa        | ETH  | 13:05,40    |
| 4     | Worku Bikila       | ETH  | 13:06,64    |
| 5     | Khalid Skah        | MAR  | 13:07,18    |
| 6     | Brahim Jabbour     | MAR  | 13:18,87    |
| 7     | Aloÿs Nizigama     | BDI  | 13:20,59    |
| 8     | Paul Bitok         | KEN  | 13:23,41    |

Finale: 16. August, 20:20 Uhr

### 10.000 m

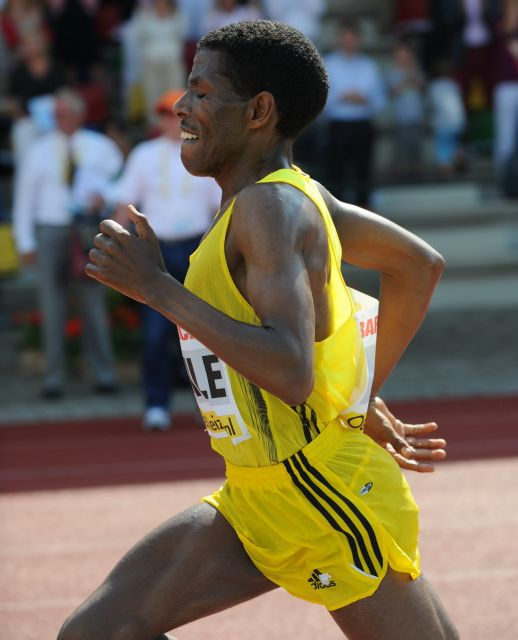
Weltmeister Haile Gebrselassie (hier bei einem Marathon Jahr 2009) begann seine große Karriere mit Gold über 10.000 und Silber über 5000 Meter

| Platz | Athlet               | Land | Zeit (min) |
| ----- | -------------------- | ---- | ---------- |
| 1     | Haile Gebrselassie   | ETH  | 27:46,02   |
| 2     | Moses Tanui          | KEN  | 27:46,54   |
| 3     | Richard Chelimo      | KEN  | 28:06,12   |
| 4     | Stéphane Franke      | GER  | 28:10,69   |
| 5     | Aloÿs Nizigama       | BDI  | 28:13,43   |
| 6     | Francesco Panetta    | ITA  | 28:27,05   |
| 7     | Todd Williams        | USA  | 28:30,49   |
| 8     | Antonio Fabián Silio | ARG  | 28:36,88   |

Finale: 22. August, 17:00 Uhr

### Marathon
| Platz | Athlet              | Land | Zeit (h) |
| ----- | ------------------- | ---- | -------- |
| 1     | Mark Plaatjes       | USA  | 2:13:57  |
| 2     | Luketz Swartbooi    | NAM  | 2:14:11  |
| 3     | Bert van Vlaanderen | NED  | 2:15:12  |
| 4     | Kim Jae-ryong       | KOR  | 2:17:14  |
| 5     | Tadao Uchikoshi     | JPN  | 2:17:54  |
| 6     | Konrad Dobler       | GER  | 2:18:28  |
| 7     | Boniface Merande    | KEN  | 2:18:52  |
| 8     | Alexei Schelonkin   | RUS  | 2:18:52  |

Datum: 17. August, 17:40 Uhr

### 110 m Hürden

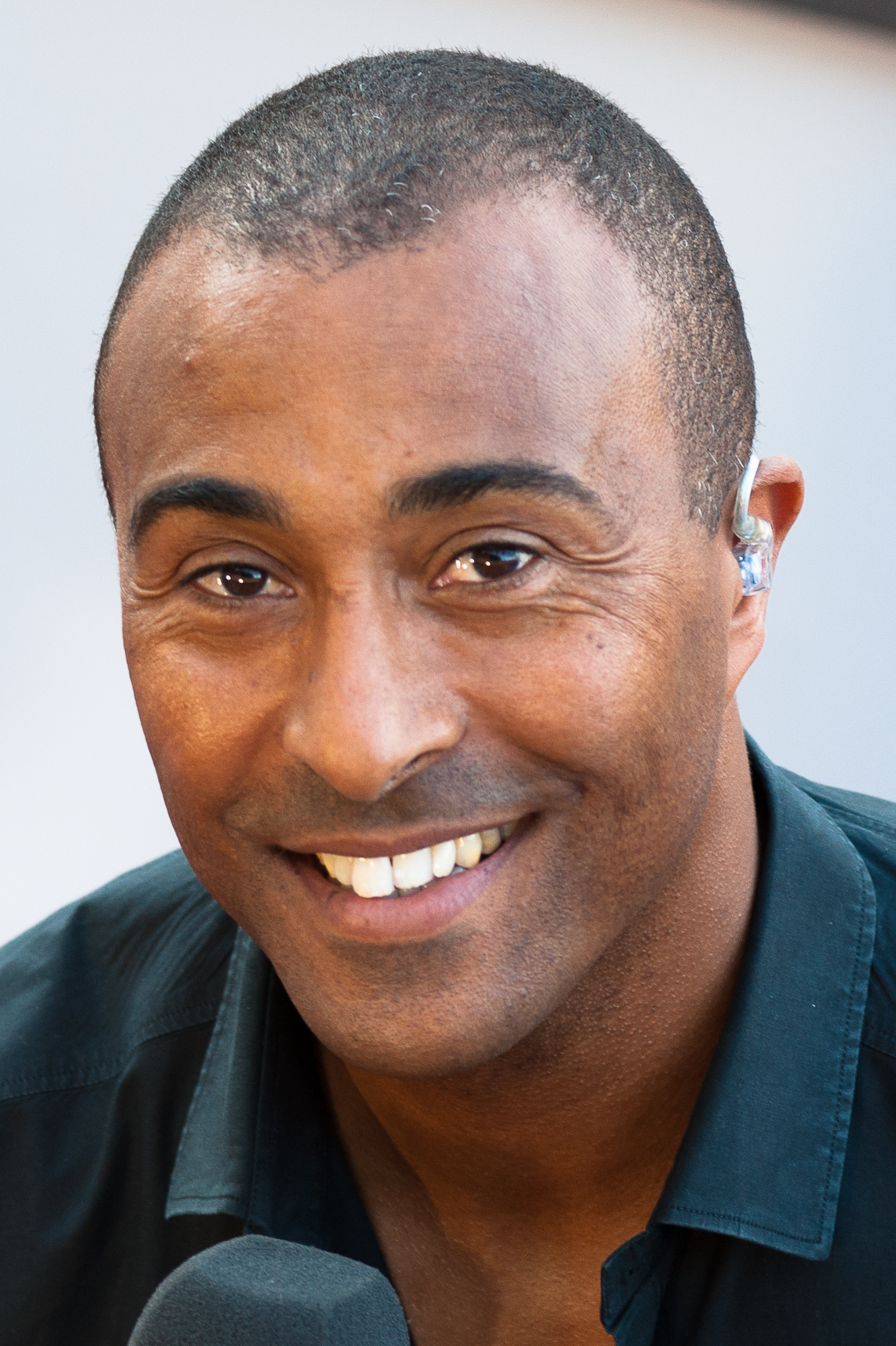
Colin Jackson (hier im Jahr 2012): Weltmeister mit Weltrekord

| Platz | Athlet              | Land | Zeit (s) |
| ----- | ------------------- | ---- | -------- |
| 1     | Colin Jackson       | GBR  | 12,91 WR |
| 2     | Tony Jarrett        | GBR  | 13,00    |
| 3     | Jack Pierce         | USA  | 13,06    |
| 4     | Emilio Valle        | CUB  | 13,20    |
| 5     | Florian Schwarthoff | GER  | 13,27    |
| 6     | Igors Kazanovs      | LAT  | 13,38    |
| 7     | Dietmar Koszewski   | GER  | 13,60    |
| 8     | Tony Dees           | USA  | 14,13    |

Finale: 20. August, 20:40 Uhr
Wind: +0,5 m/s

### 400 m Hürden
| Platz | Athlet           | Land | Zeit (s) |
| ----- | ---------------- | ---- | -------- |
| 1     | Kevin Young      | USA  | 47,18 CR |
| 2     | Samuel Matete    | ZAM  | 47,60    |
| 3     | Winthrop Graham  | JAM  | 47,62    |
| 4     | Stéphane Diagana | FRA  | 47,64    |
| 5     | Erick Keter      | KEN  | 48,40    |
| 6     | Oleh Twerdochleb | UKR  | 48,71    |
| 7     | Derrick Adkins   | USA  | 49,07    |
| 8     | Barnabas Kinyor  | KEN  | 49,23    |

Finale: 19. August, 19:50 Uhr

### 3000 m Hindernis
| Platz | Athlet                  | Land | Zeit (min) |
| ----- | ----------------------- | ---- | ---------- |
| 1     | Moses Kiptanui          | KEN  | 8:06,36 CR |
| 2     | Patrick Sang            | KEN  | 8:07,53    |
| 3     | Alessandro Lambruschini | ITA  | 8:08,78    |
| 4     | Matthew Kiprotich Birir | KEN  | 8:09,42    |
| 5     | Mark Croghan            | USA  | 8:09,76    |
| 6     | Steffen Brand           | GER  | 8:15,33    |
| 7     | Elarbi Khattabi         | MAR  | 8:17,96    |
| 8     | Angelo Carosi           | ITA  | 8:23,42    |

Finale: 21. August, 19:35 Uhr

### 4 × 100 m Staffel
| Platz | Land           | Athleten | Zeit (s) |
| ----- | -------------- | --- | -------- |
| 1     | USA            | Jon Drummond Andre Cason Dennis Mitchell (Halbfinale/Finale) Leroy Burrell im Vorlauf außerdem: Calvin Smith                           | 37,48    |
| 2     | Großbritannien | Colin Jackson (Finale) Tony Jarrett John Regis (Finale) Linford Christie im Vorlauf/Halbfinale außerdem: Jason John Darren Braithwaite | 37,77 ER |
| 3     | Kanada         | Robert Esmie Glenroy Gilbert Bruny Surin Atlee Mahorn                                                                                  | 37,83 NR |
| 4     | Kuba           | Andres Simón Iván García Joel Isasi Jorge Aguilera                                                                                     | 38,39    |
| 5     | Australien     | Paul Henderson Damien Marsh Dean Capobianco Tim Jackson                                                                                | 38,69    |
| 6     | Deutschland    | Marc Blume Robert Kurnicki Michael Huke Steffen Görmer                                                                                 | 38,78    |
| 7     | Elfenbeinküste | Ouattara Lagazane Jean-Olivier Zirignon Frank Waota Ibrahim Méité im Halbfinale außerdem: Frank Ibrahim                                | 38,82    |
| 8     | Schweden       | Torbjörn Mårtensson Mattias Sunneborn Torbjörn Eriksson Thomas Leandersson (Finale) im Vorlauf/Halbfinale außerdem: Lars Hedner        | 39,22    |

Finale: 22. August, 16:40 Uhr
Am Tag vor dem Finale egalisierte die Staffel der USA im Halbfinale in 37,40 Sekunden den bestehenden Weltrekord. Die Besetzung war identisch mit der im Finale – wie hier aufgeführt.

### 4 × 400 m Staffel
| Platz | Land        | Athleten | Zeit (min) |
| ----- | ----------- | --- | ---------- |
| 1     | USA         | Andrew Valmon Quincy Watts (Finale) Harry Reynolds (Finale) Michael Johnson im Vorlauf außerdem: Antonio Pettigrew Derek Mills | 2:54,29 WR |
| 2     | Kenia       | Kennedy Ochieng Simon Kemboi Abednego Matilu Samson Kitur                                                                      | 2:59,82    |
| 3     | Deutschland | Rico Lieder Karsten Just Olaf Hense Thomas Schönlebe                                                                           | 2:59,99    |
| 4     | Frankreich  | Jean-Louis Rapnouil Pierre-Marie Hilaire Jacques Farraudiére Stéphane Diagana (Finale) im Vorlauf außerdem: Olivier Noirot     | 3:00,09    |
| 5     | Russland    | Dmitri Kliger Dmitri Kossow Michail Wdowin (Finale) Dmitri Golowastow im Vorlauf außerdem: Innokenti Scharow                   | 3:00,44    |
| 6     | Kuba        | Iván García (Finale) Héctor Herrera Norberto Téllez Roberto Hernández im Vorlauf außerdem: Lázaro Martínez                     | 3:00,46    |
| 7     | Jamaika     | Patrick O’Connor Dennis Blake Danny McFarlane Gregory Haughton                                                                 | 3:01,44    |
| 8     | Bulgarien   | Stanislaw Georgiew Zwetoslaw Stankulow Kiril Raykow Anton Iwanow                                                               | 3:05,35    |

Finale: 22. August, 18:30 Uhr

### 20 km Gehen

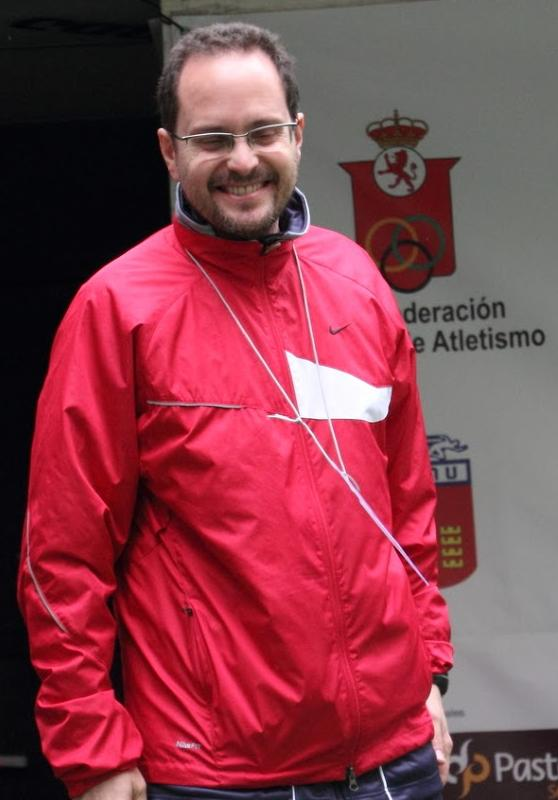
Weltmeister Valentí Massana (Foto: 2013)

| Platz | Athlet                 | Land | Zeit (h) |
| ----- | ---------------------- | ---- | -------- |
| 1     | Valentí Massana        | ESP  | 1:22:31  |
| 2     | Giovanni De Benedictis | ITA  | 1:23:06  |
| 3     | Daniel Plaza           | ESP  | 1:23:18  |
| 4     | Jaime Barroso          | ESP  | 1:23:41  |
| 5     | Jauhen Missjulja       | BLR  | 1:23:45  |
| 6     | Sergio Vieira Galdino  | BRA  | 1:23:52  |
| 7     | Robert Ihly            | GER  | 1:24:21  |
| 8     | Igor Kollár            | SVK  | 1:24:23  |

Datum: 15. August, 17:50 Uhr

### 50 km Gehen
| Platz | Athlet             | Land | Zeit (h) |
| ----- | ------------------ | ---- | -------- |
| 1     | Jesús Ángel García | ESP  | 3:41:41  |
| 2     | Valentin Kononen   | FIN  | 3:42:02  |
| 3     | Waleri Spizyn      | RUS  | 3:42:50  |
| 4     | Axel Noack         | GER  | 3:43:50  |
| 5     | Basilio Labrador   | ESP  | 3:46:46  |
| 6     | René Piller        | FRA  | 3:48:57  |
| 7     | Tim Berrett        | CAN  | 3:50:23  |
| 8     | Carlos Mercenario  | MEX  | 3:50:53  |

Datum: 21. August, 8:00 Uhr

### Hochsprung

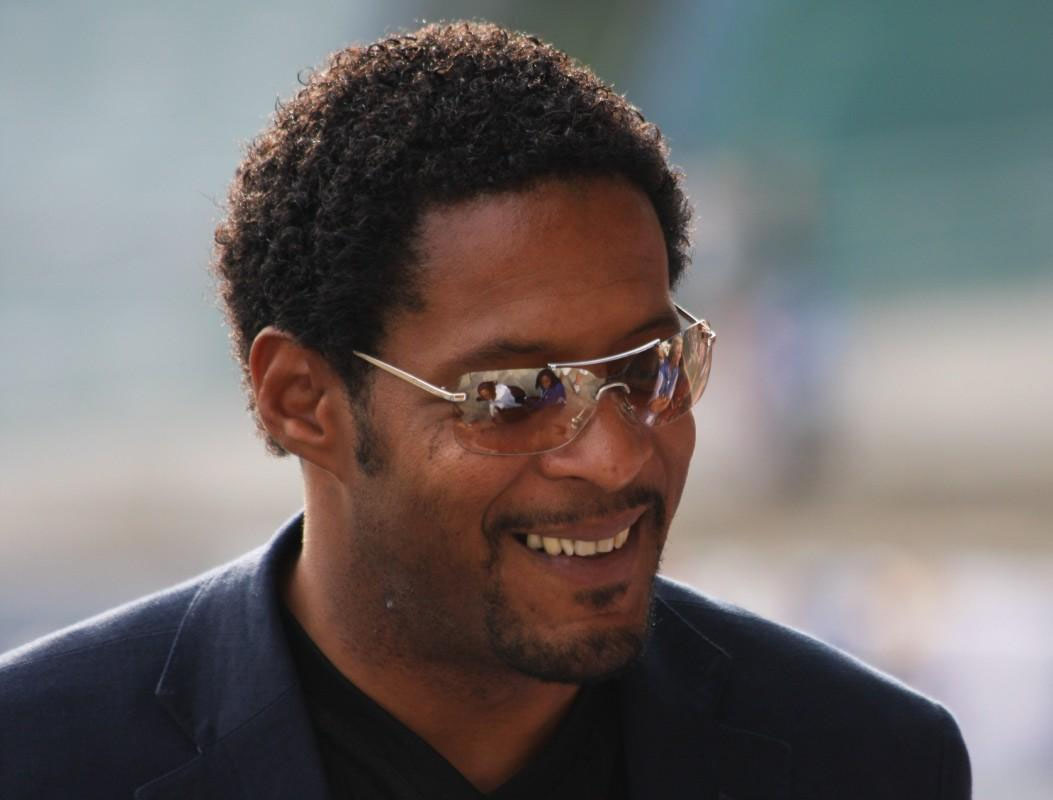
Javier Sotomayor (hier 2009) – nach Olympiagold 1992 nun auch WM-Gold für den Weltrekordinhaber

| Platz | Athlet           | Land | Höhe (m) |
| ----- | ---------------- | ---- | -------- |
| 1     | Javier Sotomayor | CUB  | 2,40 CR  |
| 2     | Artur Partyka    | POL  | 2,37     |
| 3     | Steve Smith      | GBR  | 2,37     |
| 4     | Ralf Sonn        | GER  | 2,34     |
| 5     | Troy Kemp        | BAH  | 2,34     |
| 6     | Hollis Conway    | USA  | 2,34     |
| 7     | Arturo Ortiz     | ESP  | 2,31     |
| 8     | Tony Barton      | USA  | 2,31     |

Finale: 22. August, 15:00 Uhr

### Stabhochsprung

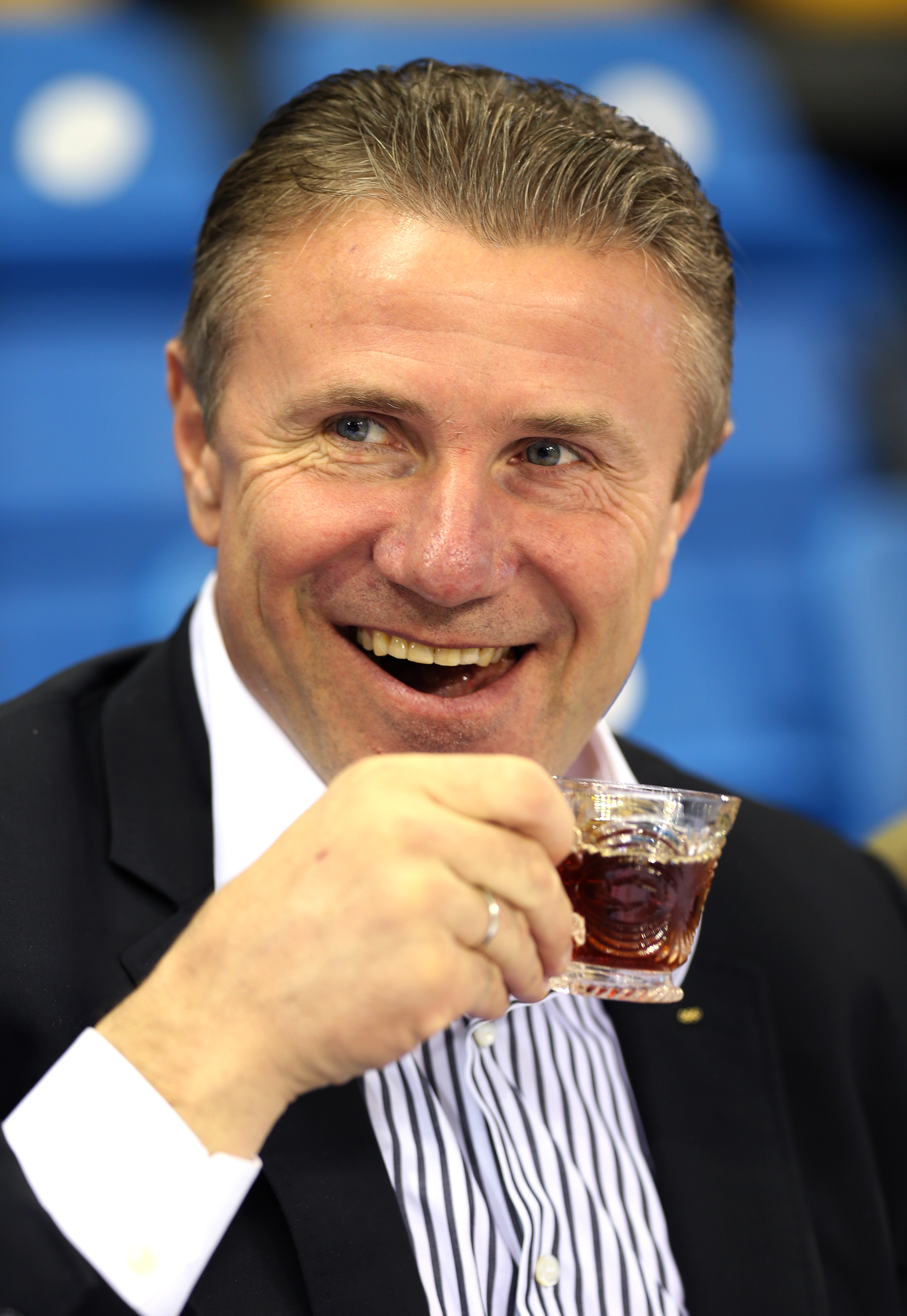
Vierter WM-Titel in Folge für Serhij Bubka (Foto: 2013) – zwei weitere sollten noch folgen

| Platz | Athlet             | Land | Höhe (m) |
| ----- | ------------------ | ---- | -------- |
| 1     | Serhij Bubka       | UKR  | 6,00 CR  |
| 2     | Grigori Jegorow    | KAZ  | 5,90 AS  |
| 3     | Maxim Tarassow     | RUS  | 5,80     |
| 3     | Igor Trandenkow    | RUS  | 5,80     |
| 5     | Scott Huffman      | USA  | 5,80     |
| 6     | Denis Petouchinski | RUS  | 5,80     |
| 7     | Valeri Bukrejev    | EST  | 5,75     |
| 8     | Jean Galfione      | FRA  | 5,70     |

Finale: 19. August, 17:00 Uhr

### Weitsprung

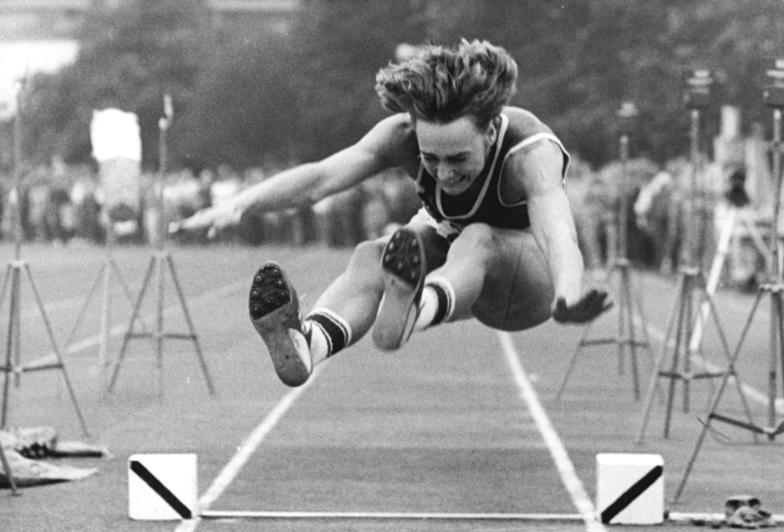
Heike Drechsler, eine der besten Weitspringerinnen der Sportgeschichte wurde zum zweiten Mal Weltmeisterin

| Platz | Athlet               | Land | Weite (m) |
| ----- | -------------------- | ---- | --------- |
| 1     | Mike Powell          | USA  | 8,59      |
| 2     | Stanislaw Tarassenko | RUS  | 8,16      |
| 3     | Witalij Kyrylenko    | UKR  | 8,15      |
| 4     | Erick Walder         | USA  | 8,05      |
| 5     | Iwajlo Mladenow      | BUL  | 8,00      |
| 6     | Nikolaj Antonow      | BUL  | 7,97      |
| 7     | Aljaksandr Hlawazki  | BLR  | 7,95      |
| 8     | François Fouché      | RSA  | 7,93      |

Finale: 20. August, 19:00 Uhr

### Dreisprung
| Platz | Athlet                | Land | Weite (m) |
| ----- | --------------------- | ---- | --------- |
| 1     | Mike Conley           | USA  | 17,86     |
| 2     | Leonid Woloschin      | RUS  | 17,65     |
| 3     | Jonathan Edwards      | GBR  | 17,44     |
| 4     | Ralf Jaros            | GER  | 17,34     |
| 5     | Pierre Camara         | FRA  | 17,28     |
| 6     | Denis Kapustin        | RUS  | 17,19     |
| 7     | Anisio Souza da Silva | BRA  | 17,19     |
| 8     | Brian Wellman         | BER  | 17,12     |

Finale: 16. August, 19:00 Uhr

### Kugelstoßen
| Platz | Athlet              | Land | Weite (m) |
| ----- | ------------------- | ---- | --------- |
| 1     | Werner Günthör      | SUI  | 21,97     |
| 2     | Randy Barnes        | USA  | 21,80     |
| 3     | Oleksandr Bahatsch  | UKR  | 20,40     |
| 4     | Jewgeni Paltschikow | RUS  | 20,05     |
| 5     | Dragan Perić        | YUG  | 19,95     |
| 6     | Gert Weil           | CHI  | 19,95     |
| 7     | Oliver-Sven Buder   | GER  | 19,74     |
| 8     | Jonny Reinhardt     | GER  | 19,53     |

Finale: 21. August, 18:15 Uhr
Hier gab es einen Dopingfall:

Der zunächst drittplatzierte US-Amerikaner Mike Stulce hatte vor dem Gewinn seiner Silbermedaille bei den Olympischen Spielen 1992 bereits eine zweijährige Dopingsperre hinter sich. Nun wurde er wieder positiv getestet und musste seine Bronzemedaille abgeben. Oleksandr Bahatsch rückte als Bronzemedaillengewinner nach – allerdings wurde auch er fünf Jahre später bei den 1998 positiv getestet und musste seine zunächst errungene Goldmedaille abgeben.

### Diskuswurf
| Platz | Athlet                | Land | Weite (m) |
| ----- | --------------------- | ---- | --------- |
| 1     | Lars Riedel           | GER  | 67,72     |
| 2     | Dmitri Schewtschenko  | RUS  | 66,90     |
| 3     | Jürgen Schult         | GER  | 66,12     |
| 4     | Costel Grasu          | ROM  | 65,24     |
| 5     | Wolodymyr Sintschenko | UKR  | 62,02     |
| 6     | Nick Sweeney          | IRL  | 61,66     |
| 7     | Wassil Kapzjuch       | BLR  | 61,64     |
| 8     | Mike Buncic           | USA  | 61,06     |

Finale: 17. August, 19:20 Uhr

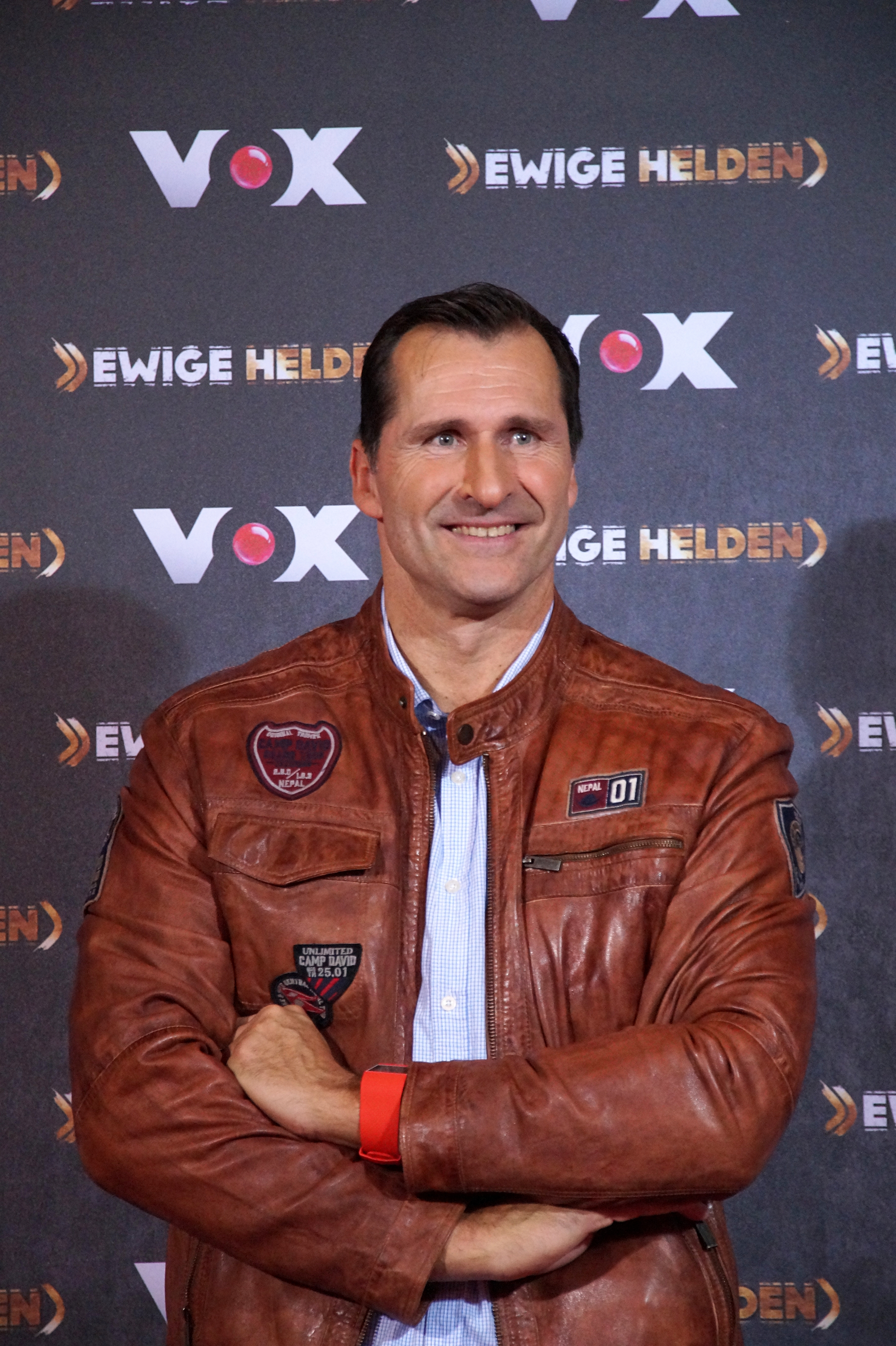
Titelverteidiger Lars Riedel siegte erneut

In dieser Disziplin gab es einen Dopingfall:

Der zunächst viertplatzierte Litauer Romas Ubartas wurde positiv auf das Steroid Boldenon getestet und erhielt eine vierjährige Sperre. Sein Resultat bei diesen Weltmeisterschaften wurde annulliert.

### Hammerwurf
| Platz | Athlet             | Land | Weite (m) |
| ----- | ------------------ | ---- | --------- |
| 1     | Andrei Abduwalijew | TDJ  | 81,64 AS  |
| 2     | Ihar Astapkowitsch | BLR  | 79,88     |
| 3     | Tibor Gécsek       | HUN  | 79,54     |
| 4     | Sjarhej Alaj       | BLR  | 79,02     |
| 5     | Wassili Sidorenko  | RUS  | 78,86     |
| 6     | Alexandr Selesnjow | RUS  | 78,58     |
| 7     | Sergei Litwinow    | RUS  | 78,56     |
| 8     | Christophe Épalle  | FRA  | 76,22     |

Finale: 15. August, 16:20 Uhr

### Speerwurf

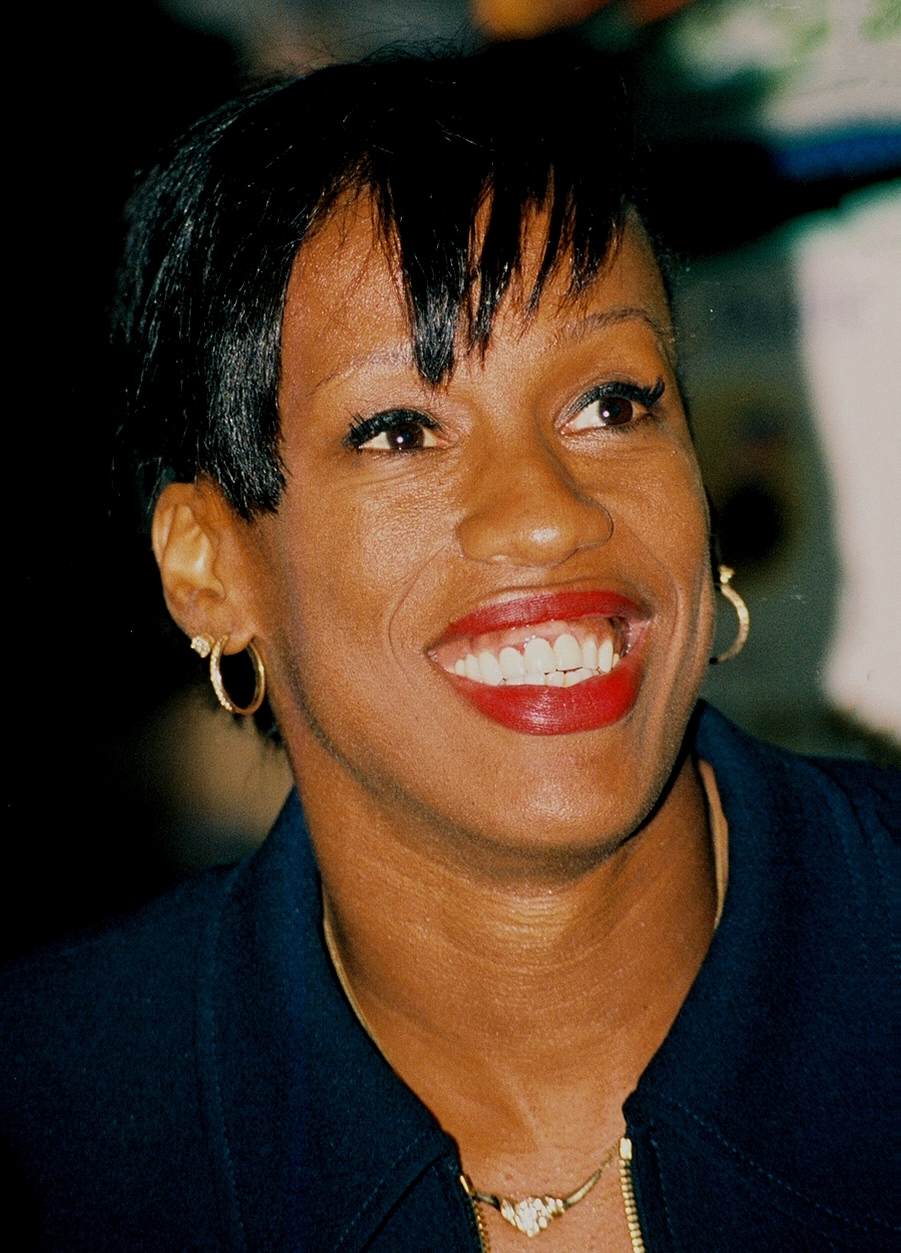
Weltmeisterin Jackie Joyner-Kersee, u. a. zweifache Siebenkampf-Olympiasiegerin

| Platz | Athlet                  | Land | Weite (m) |
| ----- | ----------------------- | ---- | --------- |
| 1     | Jan Železný             | CZE  | 85,98 CR  |
| 2     | Kimmo Kinnunen          | FIN  | 84,78     |
| 3     | Mick Hill               | GBR  | 82,96     |
| 4     | Steve Backley           | GBR  | 81,80     |
| 5     | Ari Pakarinen           | FIN  | 81,08     |
| 6     | Dag Wennlund            | SWE  | 80,52     |
| 7     | Uladsimir Sassimowitsch | BLR  | 78,70     |
| 8     | Patrik Bodén            | SWE  | 78,00     |

Finale: 16. August, 19:30 Uhr

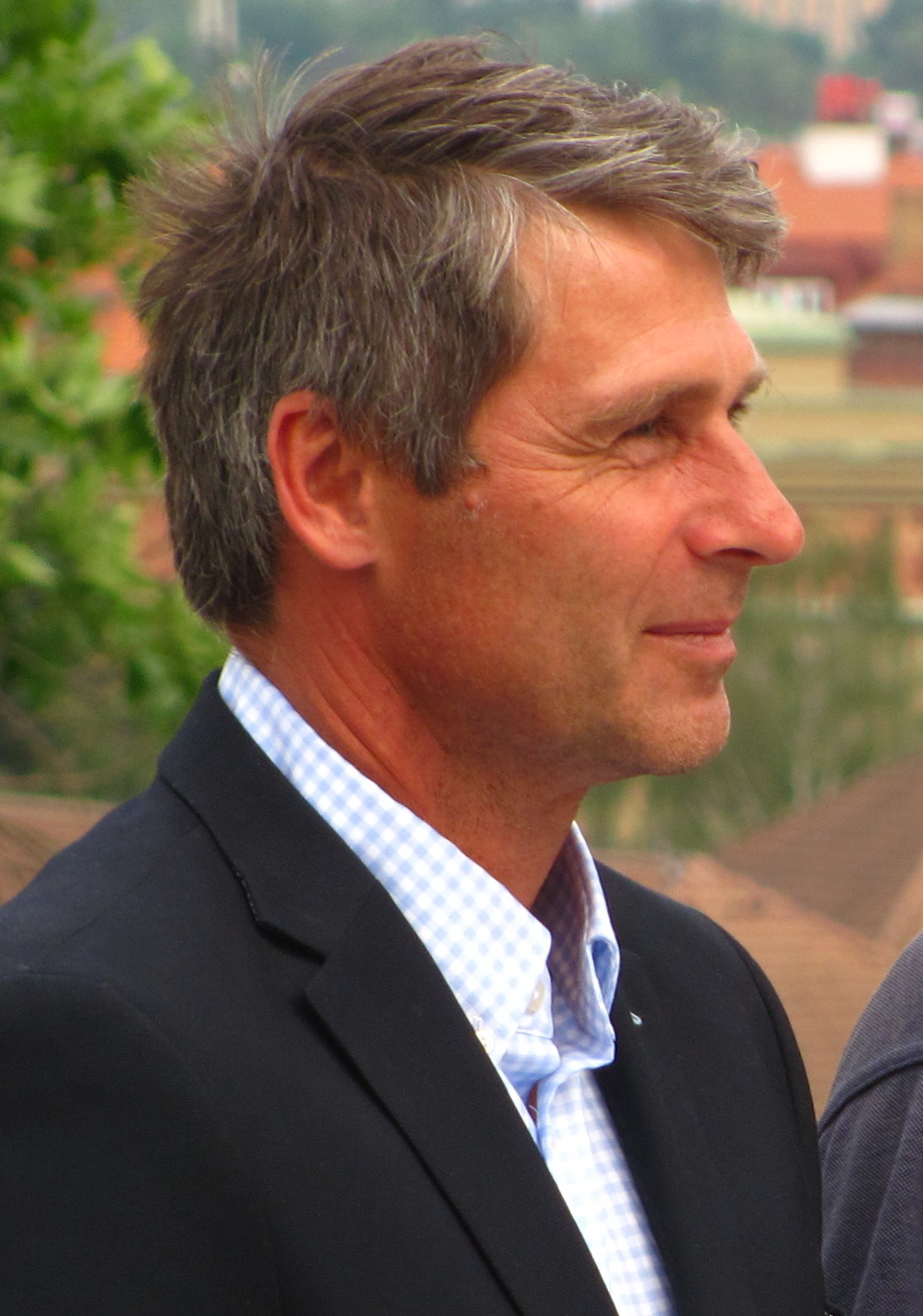
Mit Jan Železný siegte einer der erfolgreichsten Speerwerfer der Sportgeschichte

Im Speerwurf gab es einen Dopingfall:

Dem zunächst drittplatzierten Usbeken Dmitri Poljunin wurde seine Bronzemedaille aberkannt, weil seine Dopingprobe das anabole Steroid Stanozolol enthielt.

### Zehnkampf
| Platz | Athlet            | Land | Punkte  |
| ----- | ----------------- | ---- | ------- |
| 1     | Dan O’Brien       | USA  | 8817 CR |
| 2     | Eduard Hämäläinen | BLR  | 8724    |
| 3     | Paul Meier        | GER  | 8548    |
| 4     | Christian Schenk  | GER  | 8500    |
| 5     | Alain Blondel     | FRA  | 8444    |
| 6     | Christian Plaziat | FRA  | 8398    |
| 7     | Steve Fritz       | USA  | 8324    |
| 8     | Rob Muzzio        | USA  | 8237    |

Datum: 19. und 20. August

## Resultate Frauen

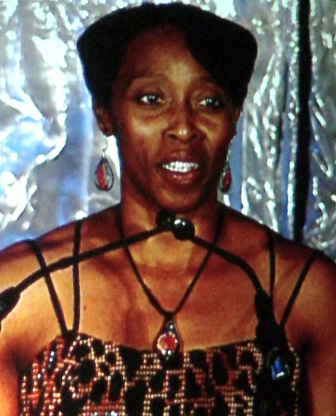
Gail Devers (Foto: 2011), mit zweimal Gold (100 m, 100 m Hürden) und einmal Silber (4 × 100 m) erfolgreichste Sportlerin dieser Weltmeisterschaften

### 100 m
| Platz | Athletin         | Land | Zeit (s) |
| ----- | ---------------- | ---- | -------- |
| 1     | Gail Devers      | USA  | 10,82 CR |
| 2     | Merlene Ottey    | JAM  | 10,82 CR |
| 3     | Gwen Torrence    | USA  | 10,89    |
| 4     | Irina Priwalowa  | RUS  | 10,96    |
| 5     | Mary Onyali      | NGR  | 11,05    |
| 6     | Natalja Woronowa | RUS  | 11,20    |
| 7     | Nikole Mitchell  | JAM  | 11,20    |
| 8     | Liliana Allen    | CUB  | 11,23    |

Finale: 16. August, 20:45 Uhr
Wind: −0,3 m/s

### 200 m
| Platz | Athletin            | Land | Zeit (s) |
| ----- | ------------------- | ---- | -------- |
| 1     | Merlene Ottey       | JAM  | 21,98    |
| 2     | Gwen Torrence       | USA  | 22,00    |
| 3     | Irina Priwalowa     | RUS  | 22,13    |
| 4     | Marie-José Pérec    | FRA  | 22,20    |
| 5     | Mary Onyali         | NGR  | 22,32    |
| 6     | Natalja Woronowa    | RUS  | 22,50    |
| 7     | Galina Maltschugina | RUS  | 22,50    |
| 8     | Dannette Young      | USA  | 23,04    |

Finale: 19. August, 20:45 Uhr
Wind: ±0,0 m/s

### 400 m
| Platz | Athletin             | Land | Zeit (s) |
| ----- | -------------------- | ---- | -------- |
| 1     | Jearl Miles          | USA  | 49,82    |
| 2     | Natasha Kaiser-Brown | USA  | 50,17    |
| 3     | Sandie Richards      | JAM  | 50,44    |
| 4     | Tatjana Alexejewa    | RUS  | 50,52    |
| 5     | Ximena Restrepo      | COL  | 50,91    |
| 6     | Sandra Myers         | ESP  | 51,22    |
| 7     | Juliet Campbell      | JAM  | 51,40    |
| DSQ   | Norfalia Carabalí    | COL  |          |

Finale: 17. August, 19:25 Uhr

### 800 m
| Platz | Athletin               | Land | Zeit (min) |
| ----- | ---------------------- | ---- | ---------- |
| 1     | Maria de Lurdes Mutola | MOZ  | 1:55,43 AR |
| 2     | Ljubow Gurina          | RUS  | 1:57,10    |
| 3     | Ella Kovacs            | ROM  | 1:57,92    |
| 4     | Diane Modahl           | GBR  | 1:59,42    |
| 5     | Meredith Rainey        | USA  | 1:59,57    |
| 6     | Liu Li                 | CHN  | 2:04,45    |
| 7     | Tina Paulino           | MOZ  | 3:19,89    |
| DOP   | Lilija Nurutdinowa     | RUS  |            |

Finale: 17. August, 20:05 Uhr
Hier gab es einen Dopingfall:

Die zunächst siebtplatzierte russische Titelverteidigerin Lilija Nurutdinowa wurde positiv auf das anabole Steroid Stanozolol getestet und erhielt eine vierjährige Sperre, was zum Ende ihrer Sportkarriere führte. Ihr Resultat bei diesen Weltmeisterschaften wurde annulliert.

### 1500 m
| Platz | Athletin          | Land | Zeit (min) |
| ----- | ----------------- | ---- | ---------- |
| 1     | Liu Dong          | CHN  | 4:00,50    |
| 2     | Sonia O’Sullivan  | IRL  | 4:03,48    |
| 3     | Hassiba Boulmerka | ALG  | 4:04,29    |
| 4     | Lu Yi             | CHN  | 4:06,06    |
| 5     | Angela Chalmers   | CAN  | 4:07,95    |
| 6     | Theresia Kiesl    | AUT  | 4:08,04    |
| 7     | Anna Brzezińska   | POL  | 4:08,11    |
| 8     | Fabia Trabaldo    | ITA  | 4:08,23    |

Finale: 22. August, 16:00 Uhr

### 3000 m
| Platz | Athletin           | Land | Zeit (min) |
| ----- | ------------------ | ---- | ---------- |
| 1     | Qu Yunxia          | CHN  | 8:28,78 CR |
| 2     | Zhang Linli        | CHN  | 8:29,25    |
| 3     | Zhang Lirong       | CHN  | 8:31,95    |
| 4     | Sonia O’Sullivan   | IRL  | 8:33,38    |
| 5     | Alison Wyeth       | GBR  | 8:38,42    |
| 6     | Jelena Romanowa    | RUS  | 8:39,69    |
| 7     | Paula Radcliffe    | GBR  | 8:40,40    |
| 8     | Ljudmila Borissowa | RUS  | 8:40,78    |

Finale: 16. August, 20:00 Uhr

### 10.000 m
| Platz | Athletin               | Land | Zeit (min)  |
| ----- | ---------------------- | ---- | ----------- |
| 1     | Wang Junxia            | CHN  | 30:49,30 CR |
| 2     | Zhong Huandi           | CHN  | 31:12,55    |
| 3     | Sally Barsosio         | KEN  | 31:15,38 WJ |
| 4     | Tegla Loroupe          | KEN  | 31:29,91    |
| 5     | Lynn Jennings          | USA  | 31:30,53    |
| 6     | Conceição Ferreira     | POR  | 31:30,60    |
| 7     | Albertina Dias         | POR  | 31:33,03    |
| 8     | Anne Marie Letko-Lauck | USA  | 31:37,26    |

Finale: 21. August, 18:50 Uhr

### Marathon
| Platz | Athletin              | Land  | Zeit (h) |
| ----- | --------------------- | ----- | -------- |
| 1     | Junko Asari           | Japan | 2:30:03  |
| 2     | Maria Manuela Machado | POR   | 2:30:54  |
| 3     | Tomoe Abe             | Japan | 2:31:01  |
| 4     | Ramilja Burangulowa   | RUS   | 2:33:03  |
| 5     | Madina Biktagirowa    | BLR   | 2:34:36  |
| 6     | Katrin Dörre-Heinig   | GER   | 2:35:20  |
| 7     | Frith van der Merwe   | RSA   | 2:35:56  |
| 8     | Kimberly Jones        | USA   | 2:36:33  |

Datum: 15. August, 10:00 Uhr

### 100 m Hürden

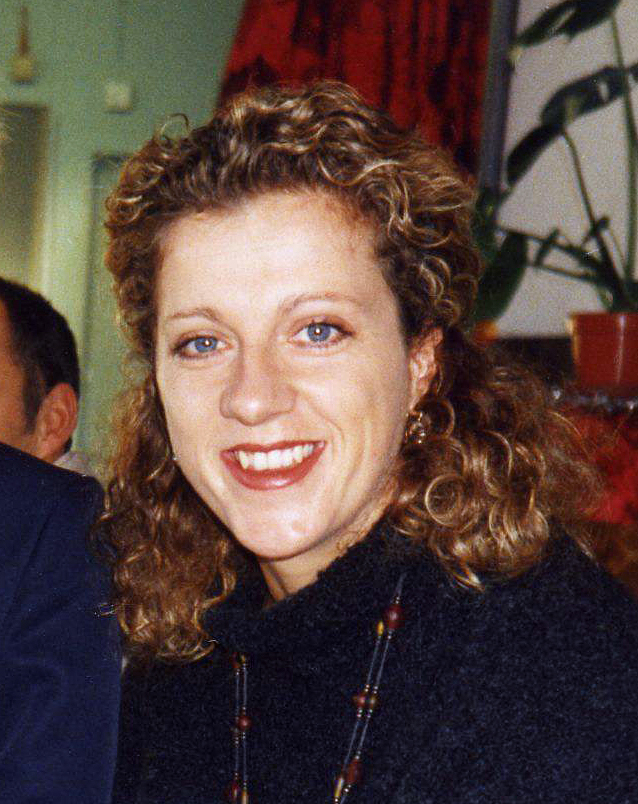
Weltmeisterin mit Weltrekord: Sally Gunnell, 1992 Olympiasiegerin / 1991 Vizeweltmeisterin

| Platz | Athletin         | Land | Zeit (s) |
| ----- | ---------------- | ---- | -------- |
| 1     | Gail Devers      | USA  | 12,46    |
| 2     | Marina Asjabina  | RUS  | 12,60    |
| 3     | Lynda Tolbert    | USA  | 12,67    |
| 4     | Aliuska López    | CUB  | 12,73    |
| 5     | Jewa Sokolowa    | RUS  | 12,78    |
| 6     | Dawn Bowles      | USA  | 12,90    |
| 7     | Michelle Freeman | JAM  | 12,90    |
| 8     | Cécile Cinélu    | FRA  | 12,95    |

Finale: 20. August, 20:25 Uhr
Wind: +0,2 m/s

### 400 m Hürden
| Platz | Athletin              | Land | Zeit (s) |
| ----- | --------------------- | ---- | -------- |
| 1     | Sally Gunnell         | GBR  | 52,74 WR |
| 2     | Sandra Farmer-Patrick | USA  | 52,79    |
| 3     | Margarita Ponomarjowa | RUS  | 53,48    |
| 4     | Kim Batten            | USA  | 53,84    |
| 5     | Tonja Buford          | USA  | 54,55    |
| 6     | Deon Hemmings         | JAM  | 54,99    |
| 7     | Rosey Edeh            | CAN  | 55,19    |
| 8     | Natalja Torschina     | KAZ  | 55,78    |

Finale: 19. August, 19:30 Uhr

### 4 × 100 m Staffel
| Platz | Land           | Athletinnen | Zeit (s) |
| ----- | -------------- | --- | -------- |
| 1     | Russland       | Olga Bogoslowskaja Galina Maltschugina Natalja Woronowa Irina Priwalowa (Finale) im Vorlauf außerdem: Marina Trandenkowa | 41,49 CR |
| 2     | USA            | Michelle Finn Gwen Torrence (Finale) Wendy Vereen Gail Devers im Vorlauf außerdem: Sheila Echols                         | 41,49 CR |
| 3     | Jamaika        | Michelle Freeman Juliet Campbell Nikole Mitchell Merlene Ottey (Finale) im Vorlauf außerdem: Dahlia Duhaney              | 41,94    |
| 4     | Frankreich     | Patricia Girard Odiah Sidibé Valérie Jean-Charles Marie-José Pérec                                                       | 42,67    |
| 5     | Deutschland    | Andrea Philipp Bettina Zipp Silke-Beate Knoll Melanie Paschke                                                            | 42,79    |
| 6     | Kuba           | Miriam Ferrer Aliuska López (Finale) Julia Duporty Liliana Allen im Vorlauf außerdem: Idalmis Bonne                      | 42,89    |
| 7     | Finnland       | Anu Pirttimaa Sisko Hanhijoki Sanna Hernesniemi Marja Salmela                                                            | 43,37    |
| 8     | Großbritannien | Marcia Richardson Beverly Kinch Simmone Jacobs Paula Thomas                                                              | 43,86    |

Finale: 22. August, 16:20 Uhr

### 4 × 400 m Staffel
| Platz | Land           | Athletinnen | Zeit (min) |
| ----- | -------------- | --- | ---------- |
| 1     | USA            | Gwen Torrence (Finale) Maicel Malone-Wallace Natasha Kaiser-Brown Jearl Miles (Finale) im Vorlauf außerdem: Terri Dendy Michelle Collins        | 3:16,71 CR |
| 2     | Russland       | Jelena Rusina Tatjana Alexejewa Margarita Ponomarjowa (Finale) Irina Priwalowa (Finale) im Vorlauf außerdem: Jelena Goleschewa Wera Sytschugowa | 3:18,38    |
| 3     | Großbritannien | Linda Keough Phylis Smith Tracy Goddard Sally Gunnell                                                                                           | 3:23,41    |
| 4     | Jamaika        | Deon Hemmings Inez Turner Juliet Campbell (Finale) Sandie Richards im Vorlauf außerdem: Beverly Grant                                           | 3:23,83    |
| 5     | Deutschland    | Heike Meißner Sandra Seuser Anja Rücker Linda Kisabaka                                                                                          | 3:25,49    |
| 6     | Frankreich     | Elsa Devassoigne Évelyne Élien Francine Landre Marie-Louise Bévis                                                                               | 3:27,08    |
| 7     | Tschechien     | Naděžda Koštovalová Helena Dziurová Hana Benešová Ludmila Formanová                                                                             | 3:27,94    |
| 8     | Schweiz        | Helen Burkart Regula Zürcher Marquita Brillante Kathrin Lüthi                                                                                   | 3:28,52    |

Finale: 22. August, 18:10 Uhr

### 10 km Gehen
| Platz | Athletin           | Land | Zeit (min) |
| ----- | ------------------ | ---- | ---------- |
| 1     | Sari Essayah       | FIN  | 42:59      |
| 2     | Ileana Salvador    | ITA  | 43:08      |
| 3     | Encarna Granados   | ESP  | 43:21      |
| 4     | Elisabetta Perrone | ITA  | 43:26      |
| 5     | Beate Anders       | GER  | 43:28      |
| 6     | Katarzyna Radtke   | POL  | 43:33      |
| 7     | Jelena Nikolajewa  | RUS  | 43:47      |
| 8     | Jelena Saiko       | RUS  | 43:56      |

Datum: 14. August, 11:00 Uhr

### Hochsprung
| Platz | Athletin             | Land | Höhe (m) |
| ----- | -------------------- | ---- | -------- |
| 1     | Ioamnet Quintero     | CUB  | 1,99     |
| 2     | Silvia Costa         | CUB  | 1,97     |
| 3     | Sigrid Kirchmann     | AUT  | 1,97     |
| 4     | Galina Astafei       | ROM  | 1,94     |
| 4     | Jelena Rodina        | RUS  | 1,94     |
| 6     | Antonella Bevilacqua | ITA  | 1,94     |
| 7     | Tanya Hughes         | USA  | 1,91     |
| 8     | Valentina Gotovska   | LAT  | 1,91     |

Datum: 21. August, 16:40 Uhr

### Weitsprung
| Platz | Athletin          | Land | Weite (m) |
| ----- | ----------------- | ---- | --------- |
| 1     | Heike Drechsler   | GER  | 7,11      |
| 2     | Laryssa Bereschna | UKR  | 6,98      |
| 3     | Renata Nielsen    | DEN  | 6,76      |
| 4     | Olena Chlopotnowa | UKR  | 6,75      |
| 5     | Ljudmila Galkina  | RUS  | 6,74      |
| 6     | Ljudmila Ninova   | AUT  | 6,73      |
| 7     | Nicole Boegman    | AUS  | 6,70      |
| 8     | Agata Karczmarek  | POL  | 6,57      |

Datum: 15. August, 19:00 Uhr

### Dreisprung
| Platz | Athletin            | Land | Weite (m) |
| ----- | ------------------- | ---- | --------- |
| 1     | Anna Birjukowa      | RUS  | 15,09 WR  |
| 2     | Iolanda Tschen      | RUS  | 14,70     |
| 3     | Iwa Prandschewa     | BUL  | 14,23     |
| 4     | Niurka Montalvo     | CUB  | 14,22     |
| 5     | Helga Radtke        | GER  | 14,19     |
| 6     | Antonella Capriotti | ITA  | 14,18 NR  |
| 7     | Šárka Kašpárková    | CZE  | 14,16     |
| 8     | Urszula Włodarczyk  | POL  | 13,80     |

Datum: 21. August, 17:45 Uhr

### Kugelstoßen
| Platz | Athletin              | Land | Weite (m) |
| ----- | --------------------- | ---- | --------- |
| 1     | Huang Zhihong         | CHN  | 20,57     |
| 2     | Swetlana Kriweljowa   | RUS  | 19,97     |
| 3     | Kathrin Neimke        | GER  | 19,71     |
| 4     | Sui Xinmei            | CHN  | 19,61     |
| 5     | Cong Yuzhen           | CHN  | 19,58     |
| 6     | Astrid Kumbernuss     | GER  | 19,42     |
| 7     | Walentyna Fedjuschyna | UKR  | 19,27     |
| 8     | Belsy Laza            | CUB  | 19,27     |

Datum: 15. August, 19:20 Uhr

### Diskuswurf
| Platz | Athletin            | Land | Weite (m) |
| ----- | ------------------- | ---- | --------- |
| 1     | Olga Burowa         | RUS  | 67,40     |
| 2     | Daniela Costian     | AUS  | 65,36     |
| 3     | Min Chunfeng        | CHN  | 65,26     |
| 4     | Maritza Martén      | CUB  | 64,62     |
| 5     | Anja Gündler        | GER  | 62,92     |
| 6     | Bárbara Hechavarría | CUB  | 62,52     |
| 7     | Nicoleta Grasu      | ROM  | 62,10     |
| 8     | Franka Dietzsch     | GER  | 62,06     |

Datum: 19. August, 19:20 Uhr

### Speerwurf
| Platz | Athletin             | Land | Weite (m) |
| ----- | -------------------- | ---- | --------- |
| 1     | Trine Hattestad      | NOR  | 69,18     |
| 2     | Karen Forkel         | GER  | 65,80     |
| 3     | Natallja Schykalenka | BLR  | 65,64     |
| 4     | Tazzjana Schykalenka | BLR  | 65,18     |
| 5     | Jekaterina Iwakina   | RUS  | 65,12     |
| 6     | Silke Renk           | GER  | 64,00     |
| 7     | Claudia Isăilă       | ROM  | 61,54     |
| 8     | Felicia Țilea        | ROM  | 61,24     |

Datum: 22. August, 16:00 Uhr

### Siebenkampf
| Platz | Athletin             | Land | Punkte |
| ----- | -------------------- | ---- | ------ |
| 1     | Jackie Joyner-Kersee | USA  | 6837   |
| 2     | Sabine Braun         | GER  | 6797   |
| 3     | Swjatlana Buraha     | BLR  | 6635   |
| 4     | Swetla Dimitrowa     | BUL  | 6508   |
| 5     | Urszula Włodarczyk   | POL  | 6394   |
| 6     | Kym Carter           | USA  | 6357   |
| 7     | Jane Flemming        | AUS  | 6343   |
| 8     | Birgit Clarius       | GER  | 6341   |

Datum: 16. und 17. August